# Nazareno

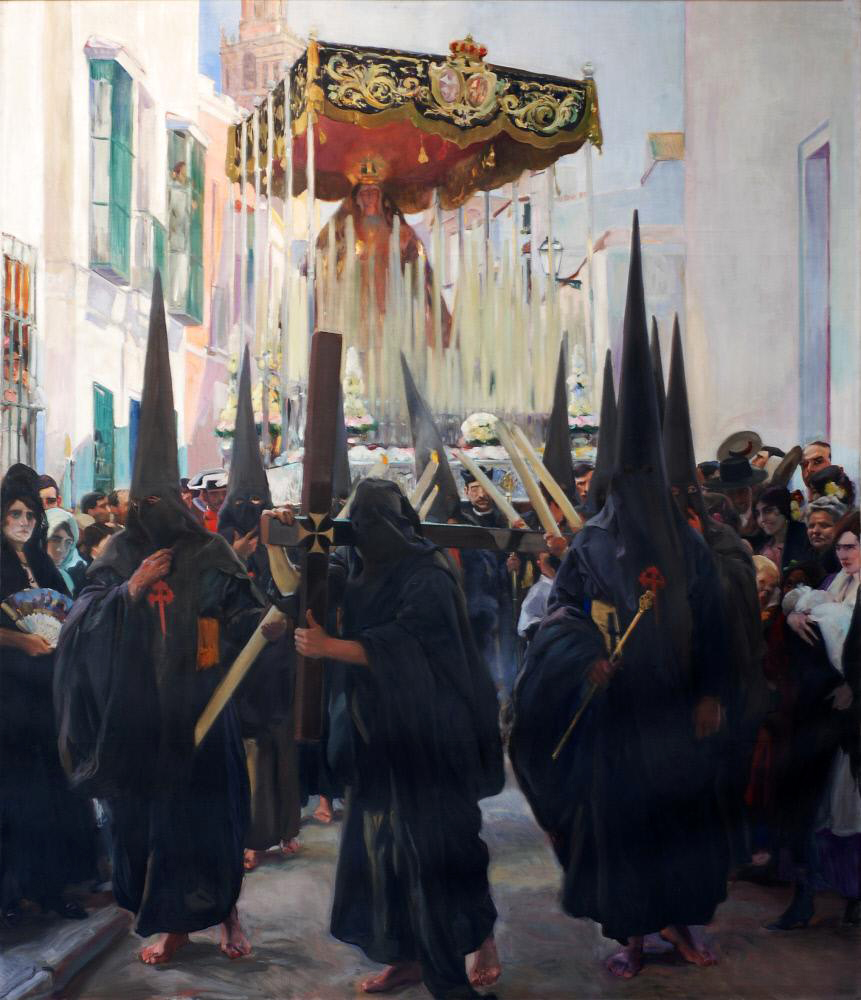
Sevilla. Los nazarenos, por Joaquín Sorolla (1914).

Los nazarenos son los hermanos de una cofradía que hacen la estación de penitencia en la Semana Santa española (y en la de algunos países hispanoamericanos como Colombia y Guatemala) con la indumentaria que figura en las reglas de la hermandad. Aunque lo más habitual es emplear el término nazarenos, en Galicia son conocidos como capuchones, en León son conocidos como papones, en Cádiz y Málaga como penitentes, en Monóvar como capuchos, en Alicante y Valladolid como capuchinos, en Pamplona como mozorros, en Tudela como carrapuchetes y en Zamora como cofrades.

## Origen del nombre
El nombre de "nazareno" les es dado porque es el gentilicio del pueblo de Galilea, actual Israel, donde Jesús pasó la mayor parte de su vida, según la Biblia. Aunque Jesús nació en Belén, Judea, y pasó un breve tiempo de su infancia en Egipto, muy pronto se instaló con su padre José y su madre María en la pequeña localidad de Nazaret. Según la tradición cristiana, vivió en Nazaret trabajando en la carpintería de José hasta que empezó como predicador itinerante a la edad de treinta años.
También hay que diferenciar al nazareno (con minúsculas) del Nazareno (con mayúsculas). El primero es el cofrade y el segundo es el apodo que se pone a las figuras de Jesús que se encuentran con la cruz al hombro. El apodo Cristo suele reservarse a las figuras que muestran a Jesús crucificado o muerto.

## Vestimenta y otros atributos
Ya desde el siglo XVI había cortejos de cofrades que procesionan acompañando a los pasos. Estos portaban insignias similares a las actuales: estandartes, guiones y banderolas.
En la cintura pueden llevar un cíngulo o una faja de esparto.
Al principio llevaban cirios de cera o antorchas para iluminar el camino. Tras la iluminación urbana en a partir del siglo XIX esto se ha mantenido por costumbre en algunas cofradías.

### En el Nuevo Testamento
La vestimenta de Jesús de Nazaret recibe bastante atención en los evangelios y, normalmente, se asocia con un manto o una túnica que, durante la burla de los romanos le es colocada de color morado (color asociado con la realeza) y antes y después es de un color que no se menciona.
Según el Evangelio de Mateo Jesús fue desnudado ante el pretor romano y le fue colocado un manto de color escarlata (Mateo 27:28). Según el Evangelio de Marcos, cuando Poncio Pilatos condenó a Jesús a ser azotado y crucificado los soldados lo vistieron de púrpura para burlarse de él (Marcos 15:17), pero luego le quitaron la vestimenta púrpura y volvieron a colocarle su ropa (Marcos 15:20).
Según el Evangelio de Lucas Herodes Antipas echó sobre Jesús un "manto espléndido" (Lucas 23:11) antes de mandarlo a Poncio Pilatos. Según el Evangelio de Juan, después de que Jesús fuese azotado le fue colocado un manto rojo (Juan 19:2).
Según el Evangelio de Juan, justo antes de la crucifixión en el Gólgota, Jesús portaba una túnica realizada de una sola pieza. Cuando se la quitaron para crucificarle dice que los romanos la echaron a suertes para quedársela. El Evangelio de Lucas también menciona que los romanos sortearon "su ropa" (Lucas 23:34). El detalle que aporta Juan ha recibido una gran atención por parte de la Iglesia católica porque la túnica unida representaría la unidad de la Iglesia. Esta túnica es conocida como la Sagrada Inconsútil.

Los soldados, después que crucificaron a Jesús, tomaron sus vestidos, con los que hicieron cuatro partes, una para cada soldado, y la túnica. La túnica era sin costura, tejida de una pieza de arriba abajo. Por eso se dijeron: "No la rompamos; sino echemos a suertes a ver a quién le toca". Para que se cumpliera la Escritura: "Se han repartido mis vestidos, han echado a suertes mi túnica"
Juan 19:23-24 

### Túnica cofrade
La vestimenta del cuerpo de los hermanos en la estación de penitencia es conocida generalmente como túnica, pero en la Comunidad Valenciana se denomina "vesta", en Zamora como "capa" (pese a que un nazareno con túnica no siempre lleva capa), en Cádiz se conoce como "hábito" y en Málaga se le llama "equipo". Se ha usado desde el siglo XVI.

### Capirote y antifaz
Se le suele denominar capirote aunque en Linares se lo conoce como cucurucho y en Jaén se le denomina caperuz. El historiador Juan Carrero Rodríguez lo define como un soporte de hechura cónica, terminado en punta, sobre el que se coloca el antifaz para que pueda quedar enhiesto sobre la cabeza del nazareno. Hasta la década de 1990 eran exclusivamente de cartón pero a partir de los años 2000 los hay realizados con otros materiales, como de malla o rejilla.
Los primeros antifaces con forma cónica que se usaron no acaban en punta sino que tenían forma roma. La primera hermandad que incluyó un capirote acabado en punta en su vestimenta reglamentaria fue la desaparecida Hermandad de San Juan de Letrán y Nuestra Señora de la Hiniesta de Sevilla en el siglo XVII.
Al principio no todas las cofradías usaban antifaz ni capirote, ya que la Hermandad del Silencio de Sevilla usaba pelucas hechas de estopa con una corona de espinas.

## Papel en la hermandad
Cada día se valora más la importancia del nazareno en la vía de la cofradía, así como su participación en los duros cortejos.

## Cultura popular
El protagonista del videojuego español Blasphemous, llamado El Penitente, está inspirado en los nazarenos de Semana Santa.
Clare West, la directora de vestuario de la película El nacimiento de una nación de D. W. Griffith, presenció la Semana Santa de Andalucía, y fue la vestimenta de nazareno la que le inspiró para diseñar el vestuario del Ku Klux Klan y que esta serviría de inspiración para el nuevo diseño de la vestimenta cuando resurgió esta organización de nuevo.
También se puede tomar como referencia popular la obra literaria del guatemalteco José Milla y Vidaurre en su novela Los Nazarenos dónde un grupo de ciudadanos en la época colonial en la Ciudad de Santiago de los Caballeros de Guatemala, hoy Antigua Guatemala se visten a la usanza de estos penitentes para poder reunirse a confabular y no generar sospechas de las autoridades, los cuales usaban la palabra clave en latín "Malo Mori Quam foedari"